# ISODisk
ISODisk — безкоштовна програма із закритим кодом для створення та монтування ISO-образів. Працює на комп'ютерах під управлінням операційної системи Microsoft Windows.

## Можливості програми
- Монтовувати ISO-образи CD/DVD дисків.
- Створення до 20 віртуальних приводів
- Швидке створення ISO-образів

Програма має англійський інтерфейс